# فیل راد
فیل راد (انگلیسی: Phil Rudd؛ زادهٔ ۱۹ مهٔ ۱۹۵۴) درامر استرالیایی است که بیشتر به عنوان درامر اصلی ای‌سی/دی‌سی شناخته می‌شود.